# Helige profeten Elias kloster
Helige profeten Elias kloster (serbiska: Манастир Светог пророка Илије/Manastir Svetog proroka Ilije) eller Kacapunklostret är ett serbisk-ortodoxt kloster beläget 700 meter över havet i Kacapun, cirka 10 km från kommunen Vladičin Han i Serbien.
Kyrkan är helgad åt den israelitiske profeten Elia.

## Historia
Helige profeten Elias kloster byggdes under 1200-talet. Klostret låg på vägen till Hilandarklostret beläget på berget Athos i Grekland, vilket ledde till att klostret fick byggas upp av huset Nemanjić.
Det brukade bo upp till 300 munkar här.
Klostret byggdes med en liten ingångsdörr, så att alla som kom in skulle kunna buga sig. Under Osmanska rikets erövring av Sebien förstörde osmanerna inte klostret eftersom enligt traditionen fruktade de Elia som en profet och ett helgon.
Sedan den 18 mars 1983 är klostret skrivet som en kultursmärke av Institutet för skydd av kulturminnesmärken i Niš.
Det har det inte varit verksamheter i klostret på cirka 100 år, men är öppet för besökare varje dag.

## Klostret

### Exteriör
Klostret är gjord av grovhuggna stenblock, sammanfogade med lera och är vitkalkade på fasaden. Taklisten är även den tillverkad av grovhuggna  stenblock. Kyrkan har ett invigt tunnvalv förstärkt med träbjälkar. I mittskeppet och altaret syns två bjälkar, medan i narthexen finns tre.

### Interiör
Klostret är enskeppig som består av ett altarrum och en narthex. En del av väggmålningarna är skadade.